# 커먼웰스 클럽 연설
커먼웰스 클럽 연설(23 September 1932)은 뉴욕주 주지사이자 민주당 대통령 후보인 프랭클린 델러노 루스벨트가 1932년 대통령 선거 운동 중에 샌프란시스코의 캘리포니아 커먼웰스 클럽에서 행한 연설이다. 루스벨트는 성장과 무제한 기업가 정신의 시대는 끝났으며, 개인주의는 집단 행동에 자리를 내줘야 한다고 말했다. 그는 구체적이지는 않았지만, 1933년 3월 취임 후 프랭클린 D. 루스벨트 정부의 첫 100일 동안 나타난 것과 같은 종류의 자유주의적 개혁을 시사했다. 학자들은 이 연설을 20세기 대통령이 한 연설 중 가장 위대한 100대 연설 중 하나로 평가한다.

## 루스벨트의 주장
루스벨트는 역사에 대해서는 길게 이야기했지만, 구체적인 내용은 부족했다. 그는 뉴딜과 궁극적으로는 자신의 행정부 기간 동안 달성하고자 했던 두 번째 권리장전의 철학적 기반을 개략적으로 설명했다. 대부분의 역사가들은 이 연설이 뉴딜 자유주의의 실제 내용에 대해 예언적이라고 평가한다.
루스벨트는 급속한 경제 성장의 위대한 시대가 끝났다고 주장했다. 그는 성장이 가장 중요했던 시절에는 국가를 건설하던 기업가들에게 정치적, 경제력을 넘겨주는 것이 필요했다는 데 동의했다. 그러나 그는 경제 성장의 시대는 끝났고, 기업가들은 이제 위험하다고 말했다.
단지 더 많은 산업 시설을 건설하고, 더 많은 철도 시스템을 만들고, 더 많은 기업을 조직하는 사람은 도움이 되기보다는 위험이 될 가능성이 높습니다. 우리가 오로지 건설하거나 개발하기만 한다면 모든 것을 허용했던 위대한 기획자나 금융 거물의 시대는 끝났습니다.
루스벨트는 더 이상의 성장은 불필요하다고 말했다. "우리의 과제는 이제 발견이나 천연자원의 개발 또는 반드시 더 많은 상품을 생산하는 것이 아닙니다." 미국이 대신 해야 할 일은 다음과 같았다.
이미 확보된 자원과 시설을 관리하고, 우리의 과잉 생산품을 위한 해외 시장을 재건하려 노력하며, 불충분한 소비 문제를 해결하고, 생산을 소비에 맞추고, 부와 생산품을 더욱 공평하게 분배하며, 기존 경제 조직을 국민의 봉사에 적합하게 만드는 것은 더욱 신중하고 덜 극적인 일입니다. 깨달은 행정의 시대가 도래했습니다.
그의 연설 일부는 암울한 어조를 띠었다. "오늘날의 상황을 보면 우리가 알던 기회의 균등은 더 이상 존재하지 않는다는 것을 너무나도 분명히 알 수 있습니다." "우리는 이미 경제적 과두정치에 도달하지 않았다면, 그 방향으로 꾸준히 나아가고 있습니다." 그러나 그는 더 나은 세상을 가져올 개혁을 시사했다. "모든 인간은 삶에 대한 권리가 있습니다. 그리고 이는 그가 편안한 삶을 살 권리 또한 가지고 있다는 것을 의미합니다."
전기 작가 프랭크 프라이델은 루스벨트가 정부가 "기존 경제 시스템 내에서 공동선을 위한 규제자 역할을 하기를" 원했다고 강조한다. 루스벨트는 자신의 철학이 토머스 제퍼슨와 우드로 윌슨의 전통과 일치하며, 훨씬 더 복잡하고 성숙한 경제 질서에 맞춰 수정된 것이라고 믿었다.

## 반응
2,000명의 오찬 참석자와 국내 언론의 연설에 대한 반응은 미온적이었다. 일부는 너무 사회주의적이라고 생각했고, 다른 이들은 특히 미국과 유럽 역사에 대한 긴 구절 때문에 너무 학술적인 어조라고 여겼다. 루스벨트는 자신의 자료를 더 간단한 연설로 다시 만들려고 하지 않았다. 그는 다른 주제로 넘어갔고, 같은 날 저녁에 한 더 일반적인 연설에 대해 열렬한 반응을 얻었다.
이 연설은 루스벨트 선거 캠페인 사무실에서 일했던 아돌프 A. 벌과 그의 아내 베아트리스가 작성했다.

## 더 읽어보기
- Eden, Robert. "On the Origins of the Regime of Pragmatic Liberalism: John Dewey, Adolf A. Berle, and FDR's Commonwealth Club Address of 1932." Studies in American Political Development (1993) 7#1 pp: 74–150.
- Freidel, Frank. Franklin D. Roosevelt: The Triumph (1956). pp 353–55
- Houck, D.W. "Commonwealth Club Address: Redefining Individualism, Adjudicating Greatness" 7(3) Rhetoric & Public Affairs (2004)  7#3 pp 259+
- Leff, Michael. "Prudential Argument and the Use of History in Franklin D. Roosevelt's 'Commonwealth Club' Address." Proceedings of the Second International Conference on Argumentation ed. by Frans H. van Eemeren, et al. 1992.

### 1차 자료
- Franklin D. Roosevelt, Campaign Address on Progressive Government at the Commonwealth Club in San Francisco, California Online by Gerhard Peters and John T. Woolley, The American Presidency Project

## 같이 보기
- 두 번째 권리장전

## 내용주
1. ↑  Eden, 1993
2. ↑  Freidel, pp 353-55
3. ↑  D. W. Houck, Commonwealth Club Address: Redefining Individualism, Adjudicating Greatness (2004) p 259
4. ↑  Houck, p 264
5. ↑  Quotes from  Roosevelt, "Commonwealth Club Address," online version 보관됨 2018-06-12 - 웨이백 머신
6. ↑  Freidel, p. 355
7. ↑  Houck, p 262
8. ↑  Eden, 1993